# Скоробогатько, Александр Иванович
Александр Иванович Скоробога́тько (род. 25 сентября 1967 года, Горловка, Донецкая область, УССР, СССР) — российский государственный деятель и предприниматель в сфере транспортной инфраструктуры и коммерческой недвижимости. Депутат Государственной думы IV—VII созывов, миллиардер, входит в соответствующие общемировой и российский рейтинги журнала Forbes.
Соучредитель TPS Real Estate Holding («ТПС Недвижимость», 19 место в рейтинге Forbes «Короли российской недвижимости — 2018») и TPS Avia (около 70 % аэропорта Шереметьево). С июля 2017 года вошёл в состав Совета директоров АО «Международный аэропорт „Шереметьево“» (АО «МАШ»). Кроме того, в 1998—2001 годах был совладельцем Новороссийского морского торгового порта.

## Ранние годы
Александр Скоробогатько родился 25 сентября 1967 года в городе Горловка Донецкой области Украинской ССР в шахтёрской семье. В 1984 году окончил среднюю школу № 23. В 1985—1987 годах проходил срочную службу в Вооружённых Силах СССР.

## Образование
В 1994 году окончил Славянский государственный педагогический университет по специальности «преподаватель физической культуры». В 1996 году получил диплом магистра экономических наук в Российской экономической академии имени Г. В. Плеханова по специальности «финансы и налогообложение». В 1998 году получил учёную степень кандидата юридических наук.

## Карьера
C декабря 1987 по март 1992 года вместе с равноправным партнёром Александром Пономаренко занимался частным бизнесом по производству и продаже парфюмерной продукции, строительных материалов, полиэтиленовых пакетов и др. в Крыму, работая коммерческим агентом на Научно-производственном предприятии «Керчь».
В конце 1991 года вместе с Пономаренко переехал в Москву. С марта по июнь 1992 года Александр Скоробогатько — президент Малого научно-производственного коммерческого предприятия «Сандра», с июня 1992 по февраль 1993 года — президент ТОО «Торговая компания „Век России“». С февраля 1993 по январь 1996 года — президент АОЗТ «Финансово-промышленная компания „ДЕЛФИ“».

### Банковское дело
В 1994 году Скоробогатько стал совладельцем Русского генерального банка (РГБ). С августа 1998 по октябрь 2000 года занимал должность председателя комитета советников этого банка. По данным «Интерфакс-ЦЭА», в 1998 году РГБ занимал 96-е место по величине активов, а в 1999 году поднялся до 62-го.
В начале 2000-х Скоробогатько и Пономаренко приняли решение создать на основе специализированного корпоративного РГБ универсальный банк со значимым розничным направлением. С этой целью они приобрели несколько розничных банков, в частности «Банк инвестиций и сбережений», и присоединили их к «Русскому Генеральному Банку», что позволило сформировать развитую сеть отделений, особенно в Москве. В результате консолидации был создан «Инвестсбербанк».
В 2006 году «Инвестсбербанк», активы которого составили 24,8 млрд рублей, был приобретён венгерским OTP Bank. На момент продажи, по данным «Интерфакс-ЦЭА», он занимал 48-е место в России. Сумма сделки, как пишут «Ведомости», составила $477 млн, при том что совокупные инвестиции в создание «Инвестсбербанка» оценивались тогда в $100 млн за 3,5 года, предшествовавшие смене собственника.
В 1998 году Александр Скоробогатько — член Совета директоров АБ ИБГ «Никойл» (нынешнего банка «Уралсиб»). Также, с ноября 2000 по 2002 год — вице-президент по связям с общественностью Автономной некоммерческой организации «Международный институт корпораций».

### Стивидорныйбизнес
С 1998 года Скоробогатько и Пономаренко начали скупать акции и активно инвестировать средства в Новороссийский морской торговый порт (НМТП) и связанные стивидорные компании. В отличие от прежних основных акционеров порта (например, «Никойла»), этот проект стал для двух партнёров профильным бизнесом. В 2001 году Александр Скоробогатько стал членом совета директоров НМТП, а Пономаренко его возглавил.
По настоянию совладельцев «Русского Генерального Банка» были вложены значимые инвестиции в зерновой терминал, реконструкцию порта, расширение пирсов, строительство нового резервуарного парка и др. В итоге с 2002 по 2010 годы грузооборот НМТП вырос с 63 до 82 млн т.
К 2006 году в руках Скоробогатько и Пономаренко после выкупа долей нескольких более мелких акционеров оказались 63,36 % акций НМТП, и в ноябре 2007 года собственники провели IPO компании на Лондонской фондовой бирже, ММВБ и РТС. Тогда были размещены 20 % акций и рынок оценил НМТП в $4,9 млрд, что оказалось сравнимо с портом китайского Шанхая. После IPO доля Скоробогатько и Пономаренко снизилась до 50,1 %, они выручили тогда около $930 млн.
Весной 2008 года владельцами 10 % акций Новороссийского морского торгового порта стали структуры Аркадия Ротенберга, считающегося одним из соратников Владимира Путина. В начале 2011 года контрольный пакет ОАО «НМТП» был продан консорциуму ОАО «Транснефть» и группы «Сумма» Зиявудина Магомедова, а Скоробогатько и Пономаренко вышли из числа собственников порта. В интервью газете «Ведомости» Магомедов сообщил, что 50,1 % акций НМТП обошлись в $2–2,5 млрд.

### Политическая деятельность
В августе 2002 года решением губернатора Владимира Егорова Скоробогатько был назначен сенатором от Калининградской области в Совете Федерации России, где стал членом комитета по промышленной политике.
В октябре 2003 года Скоробогатько был включён в список ЛДПР на выборах в Государственную думу IV созыва. Он шёл под номером 13 в федеральной части списка. По итогам состоявшихся в декабре выборов ЛДПР получила 36 мандатов, один из которых был передан Скоробогатько. При этом он досрочно сложил полномочия члена Совета Федерации. В 2007, 2011 и 2016 годах Александр Скоробогатько успешно избирался и в госдуму V, VI и VII созывов от партии «Единая Россия». В Госдуме Скоробогатько занимал пост зампредседателя комитета по гражданскому, уголовному, арбитражному и процессуальному законодательству.
В ноябре-декабре 2016 года по собственному заявлению Александр Скоробогатько досрочно сложил с себя депутатские полномочия.

### Девелопмент
Траст, действующий в интересах семей Скоробогатько и Пономаренко, инвестировал значимую часть средств от продажи Новороссийского порта в строительство и эксплуатацию торгово-развлекательных комплексов в крупных городах.
В 2004 году оба партнёра учредили ОАО "Инвестиционная компания «ТПС». Она была преобразована в ОАО «ТПС Недвижимость», а кроме того в 2012 году был учреждён TPS Real Estate Holding (ранее называвшийся Grand Mall Development) с уставным капиталом $1,5 млрд, 66,6 % в котором принадлежали трасту, действующему в интересах семей Скоробогатько и Пономаренко, а 33,3 % — косвенно Аркадию Ротенбергу.
Среди основных активов этой компании — ТРК «Галерея Краснодар», «Галерея Новосибирск», «Моремолл» в Сочи, Ocean Plaza в Киеве, «Океания» и «Хорошо» в Москве и др. В планах — доведение количества подобных центров в России до 15, их совокупную площадь до 2 млн м², а профильные инвестиции до $3 млрд.
В конце 2014 года Аркадий Ротенберг вышел из капитала TPS Real Estate Holding, продав свою долю (33,33 %) сыну, Игорю Ротенбергу. По данным «СПАРК-Интерфакс», выручка АО «ТПС Недвижимость» в 2015 году составила 11,1 млрд рублей.
Весной 2018 года «ТПС Недвижимость» с годовым арендным доходом $130 млн заняла 19-е место в ежегодном рейтинге Forbes «Короли российской недвижимости».
В июне 2023 года Федеральная антимонопольная служба (ФАС) разрешила компании «ТПС Реал Эстейт холдинг Лимитед» приобрести 100% долей компании «Мирс» (ТРЦ Columbus).

### Аэропорт «Шереметьево»
В 2013 году траст, действующий в интересах семей Скоробогатько и Пономаренко (65,22 % акций), а также Аркадий Ротенберг (34,78 %), учредили совместный проект TPS Avia Holding для инвестиций в инфраструктуру международного аэропорта «Шереметьево», самого крупного в России. Этот фонд образовал дочерний холдинг ООО «Шереметьево Холдинг».
В сентябре 2013 года TPS Avia Holding Ltd. одержал победу в конкурсе, объявленном АО «Международный аэропорт „Шереметьево“» (АО «МАШ») на подбор инвестора для развития Северного терминального комплекса (СТК) аэропорта. Компания Скоробогатько, Пономаренко и Ротенберга стала единственной, кто предложил исключительно собственные средства для инвестиций: строительства нового терминала B на 20 млн пассажиров в год, строительства грузового терминала, третьего топливно-заправочного комплекса (ТЗК) и подземного тоннеля, соединяющего северную и южную (терминалы D, E и F) зоны аэропорта. Общий объём инвестиций TPS Avia Holding Ltd. в развитие инфраструктуры аэропорта «Шереметьево» составит $840 млн, ожидаемый срок окупаемости после ввода в эксплуатацию — 9—10 лет.
В феврале 2016 года распоряжением правительства России компания «Шереметьево Холдинг» получила 68,44 % аэропорта «Шереметьево». Остальные 31,56 % консолидированного АО «Аэропорт „Шереметьево“» принадлежат Росимуществу.
С июня 2017 года Александр Скоробогатько является членом Совета директоров оператора аэропорта — АО «Международный аэропорт „Шереметьево“» (ООО «Шереметьево-Холдинг» — 65,99 %, Росимущество — 30,43 %, ПАО «Аэрофлот» — 2,43 %, ООО «ВЭБ-Капитал» — 1,05 %).

## Достижения

### Личное состояние
С 2008 года Александр Скоробогатько входит в рейтинг самых богатых людей мира 'The World`s Billionaires' по версии журнала Forbes. Также, он входит в рейтинг российского журнала Forbes «Богатейшие бизнесмены России» с 2011 года, занимая следующие места:
| Год  | В мире | В России | Состояние |
| ---- | ------ | -------- | --------- |
| 2008 | №843   | —        | $1,4 млрд |
| 2009 | —      | —        | —         |
| 2010 | №880   | —        | $1,1 млрд |
| 2011 | №736   | №58      | $1,7 млрд |

| Год  | В мире | В России | Состояние |
| ---- | ------ | -------- | --------- |
| 2012 | №764   | №60      | $1,7 млрд |
| 2013 | №704   | №50      | $2,1 млрд |
| 2014 | №764   | №44      | $2,3 млрд |
| 2015 | №782   | №40      | $2,4 млрд |

| Год  | В мире | В России | Состояние |
| ---- | ------ | -------- | --------- |
| 2016 | №771   | №40      | $2,3 млрд |
| 2017 | №660   | №38      | $3,0 млрд |
| 2018 | №679   | №35      | $3,4 млрд |
| 2019 |        | №37      | $3,2 млрд |

| Год  | В мире | В России | Состояние |
| ---- | ------ | -------- | --------- |
| 2020 | №590   | №32      | $3,3 млрд |
| 2021 |        |          |           |
| 2022 |        |          |           |
| 2023 |        | №50      | $2,7 млрд |

### Награды
- Орден Дружбы (в августе 2011 года) — за активное участие в законотворческой деятельности и многолетнюю добросовестную работу[24].
- Деятельность Александрa Скоробогатько в Совете Федерации была отмечена в 2003 году Почётной грамотой Совета Федерации Федерального Собрания Российской Федерации «За большой вклад в государственное строительство и парламентаризм»[25].
- В апреле 2004 года патриарх Московский и всея Руси Алексий II наградил Александра Скоробогатько Орденом преподобного Сергия Радонежского III степени[5].

## Частная жизнь
Кандидат в мастера спорта по дзюдо и самбо.
Любит охоту.
Женат, трое детей.